# Мюллер, Лудольф
Лудольф Мю́ллер (нем. Ludolf Müller; 5 апреля 1917, Ковалево-Поморске, Куявско-Поморское воеводство — 22 апреля 2009, Тюбинген, Баден-Вюртемберг) — немецкий теолог, славист, переводчик, исследователь творчества В. С. Соловьева. Профессор отделения славистики Тюбингенского университета.

## Биография

### Ранние годы
Родился в городе Шёнзе в семье пастора Людольфа Германна Мюллера. Учился в католической гимназии Хайлигенштадт. В школе увлёкся русской литературой, особенно на него произвела впечатление книга «Закат Европы» о культуре России. В 1935 году поступил в Лейпцигский университет на кафедру теологии и философии, год учился в теологической школе Бетел и, лето 1937 года провёл в Ростокском университете. В ноябре 1937 года по обмену приехал в город Шарошпатак, изучал венгерский язык. Во время учёбы в Галле-Виттенбергском университете подружился со славистом Дмитрием Чижевским, который преподавал словацкий язык. В 1939 году после сдачи экзаменов завершил университетское образование.
В августе 1939 года был призван на фронт, как радист воевал во Франции, на Восточном фронте, в 1945 году был взят в плен в Италии, в сентябре был освобожден из лагеря военнопленных.

### Славистика
После окончания Второй мировой войны поступил в Гёттингенский университет (славистика) и начал изучать русский язык, русскую литературу. В 1946 году начал исследовать творчество В. С. Соловьева, позже защитил работу «Эсхатологическая концепция истории у Владимира Соловьева», помогал Чижевскому над работой Историей древнерусской литературы XI—XIII вв.
После знакомства с Фридрихом Хайлером и Эрнстом Бенцем, изучал русское православие, защитил диссертацию «Критика протестантизма в русской теологии и философии». В качестве приват-доцента работал в Марбургском университете, занимал пост и. о. профессора славистики во время отъезда Д.Чижевского в США. С начала 1950-х годов начала 1960-х годов был главой кафедры славянской филологии (Киль). В 1960 году совершил первую поездку в СССР. С 1961 по 1982 годы работал в Тюбингенском университете. В 1993 году получил орден «За заслуги» ФРГ за «активное участие в развитии германо-российского сотрудничества». Скончался 22 апреля 2009 года в Тюбингене.

## Вклад
В 1977—2001 годах под редакцией в серии «Forum Slavicum» переиздал на немецкий язык «Повесть временных лет» и составил словоуказатель к тексту.

### На немецком языке
В.С Соловьев
- Als Übersetzer: Wladimir Solowjew: ''Kurze Erzählung vom Antichrist.'' Übersetzt und erläutert. Rinn, München 1947, (10., unveränderte Auflage. (= ''Quellen und Studien zur russischen Geistesgeschichte.'' 1). Wewel, Donauwörth 2009, ISBN 978-3-87904-282-1).
- ''Solovjev und der Protestantismus.'' Mit einem Anhang: V. S. Solovjev und das Judentum. Nachwort von Wladimir Szylkarski. Herder, Freiburg (Breisgau) 1951.
- als Mitherausgeber: Wladimir Solowjew: ''Philosophie, Theologie, Mystik. Grundprobleme und Hauptgestalten'' (= Wladimir Solowjew: ''Deutsche Gesamtausgabe der Werke.'' Bd. 6). Wewel, Freiburg (Breisgau) 1966.
- als Mitherausgeber: Wladimir Solowjew: ''Die Rechtfertigung des Guten. Eine Moralphilosophie'' (= Wladimir Solowjew: ''Deutsche Gesamtausgabe der Werke.'' Bd. 5). Wewel, München 1976, ISBN 3-87904-044-3.
- als Herausgeber mit Irmgard Wille: ''Solowjews Leben in Briefen und Gedichten'' (= Wladimir Solowjew: ''Deutsche Gesamtausgabe der Werke.'' Erg.-Bd.). Wewel, München 1977, ISBN 3-87904-046-X.
- als Mitherausgeber: Wladimir Solowjew: ''Sonntags- und Osterbriefe. Drei Gespräche über Krieg, Fortschritt und das Ende der Weltgeschichte mit Einschluß einer kurzen Erzählung vom Antichrist. Kleine Schriften der letzten Jahre'' (= Wladimir Solowjew: ''Deutsche Gesamtausgabe der Werke.'' Bd. 8). Wewel, München 1979, ISBN 3-87904-049-4.
- Biographischen Einleitung und Erläuterungen in: Wladimir Solowjew: ''Schriften zur Philosophie, Theologie und Politik. Werkausgabe.'' Wewel, München 1991, ISBN 3-87904-175-X.
- als Herausgeber: Wladimir Solowjew: ''Reden über Dostojewskij'' (= ''Quellen und Studien zur russischen Geistesgeschichte.'' 12). Übersetzt von Ute Konovalenko und Ludolf Müller. Mit einem Nachwort «Dostojewskij und Solowjew» und Erläuterungen. Wewel, München 1992, ISBN 3-87904-110-5.

Ф. М. Достоевский
- Dostojewskij. Sein Leben — sein Werk — sein Vermächtnis (= Quellen und Studien zur russischen Geistesgeschichte. 2 = Wewelbuch. 100). Wewel, München 1982, ISBN 3-87904-100-8 (2., überarbeitete und ergänzte Auflage. ebenda 1990).
- als Herausgeber: Fjodor M. Dostojewskij: Der Großinquisitor (= Quellen und Studien zur russischen Geistesgeschichte. 4 = Wewelbuch. 102). Übersetzt von Marliese Ackermann. Wewel, München 1985, ISBN 3-87904-102-4.
- Die Gestalt Christi in Leben und Werk Dostojewskijs. In: Zeitwende. 7 Teile. 1995—2001, ISSN 0341-7166;
  - Teil 1: Wer bist du, Jesus? Bd. 66, Nr. 1, 1995, S. 17-25;
- Teil 2: Auferstehung zu einem lebendigen Leben. Bd. 66, Nr. 4, 1995, S. 238—250;
  - Teil 3: Christus: Der Natur unterworfen oder auferstanden? Bd. 67, Nr. 2, 1996, S. 98-108;
  - Teil 4: Das Wort ward Fleisch. Bd. 69, Nr. 1, 1998, S. 43-53;
  - Teil 5: Gottmensch oder Menschgott. Bd. 69, Nr. 4, 1998, S. 221—234;
  - Teil 6: Gewissen ohne Gott ist etwas Schreckliches. Bd. 70, Nr. 3, 1999, S. 163—175;
  - Teil 7: Christus als Sieger über den Geist in der Wüste. Bd. 72, Nr. 3, 2001, S. 170—181.

### На русском языке
- Понять Россию. историко-культурные исследования / сост. Л. И. Сазонова, под ред. А. Б. Григорьева и Л. И. Сазоновой. — М.: Прогресс-Традиция, 2000. — ISBN 5-89826-043-9.
- Слово о полку Игореве" - произведение языческое или христианское // Тысячелетие крещения Руси. Международная церковная научная конференция "Богословие и духовность : статья. — М..